# Lloyd Alexander Frua

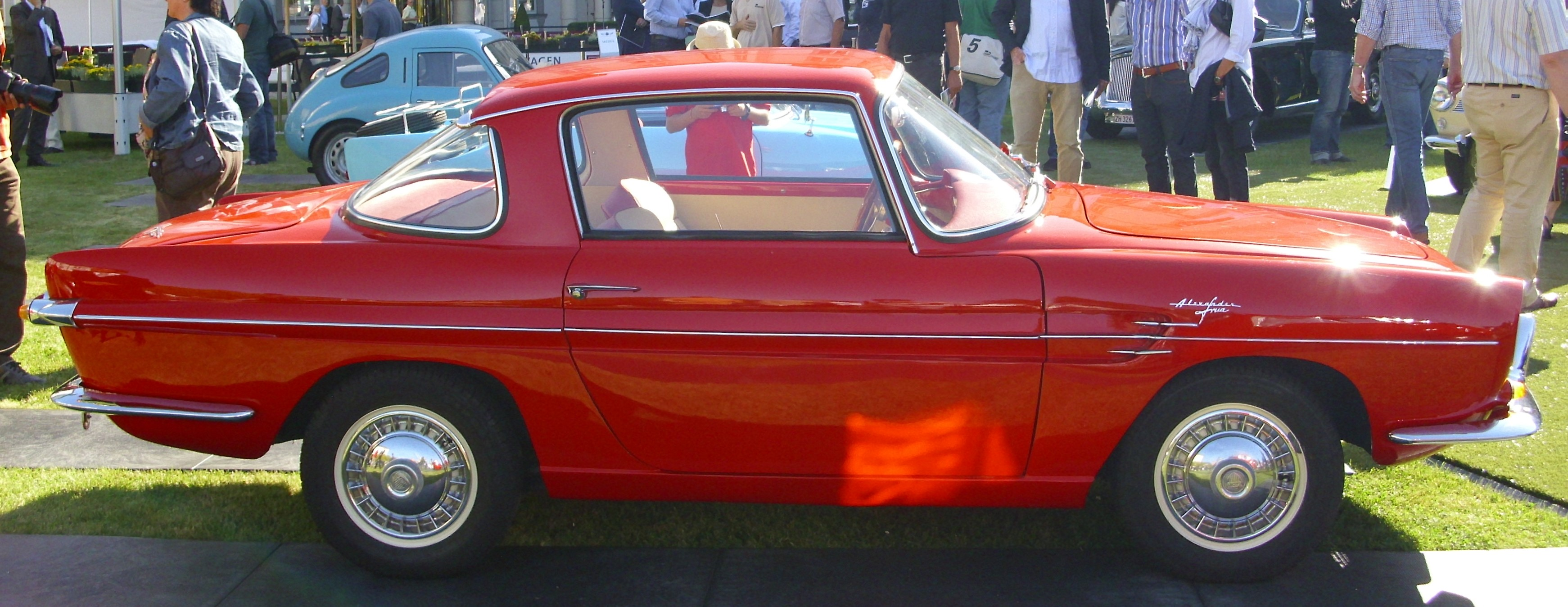
Seitenansicht

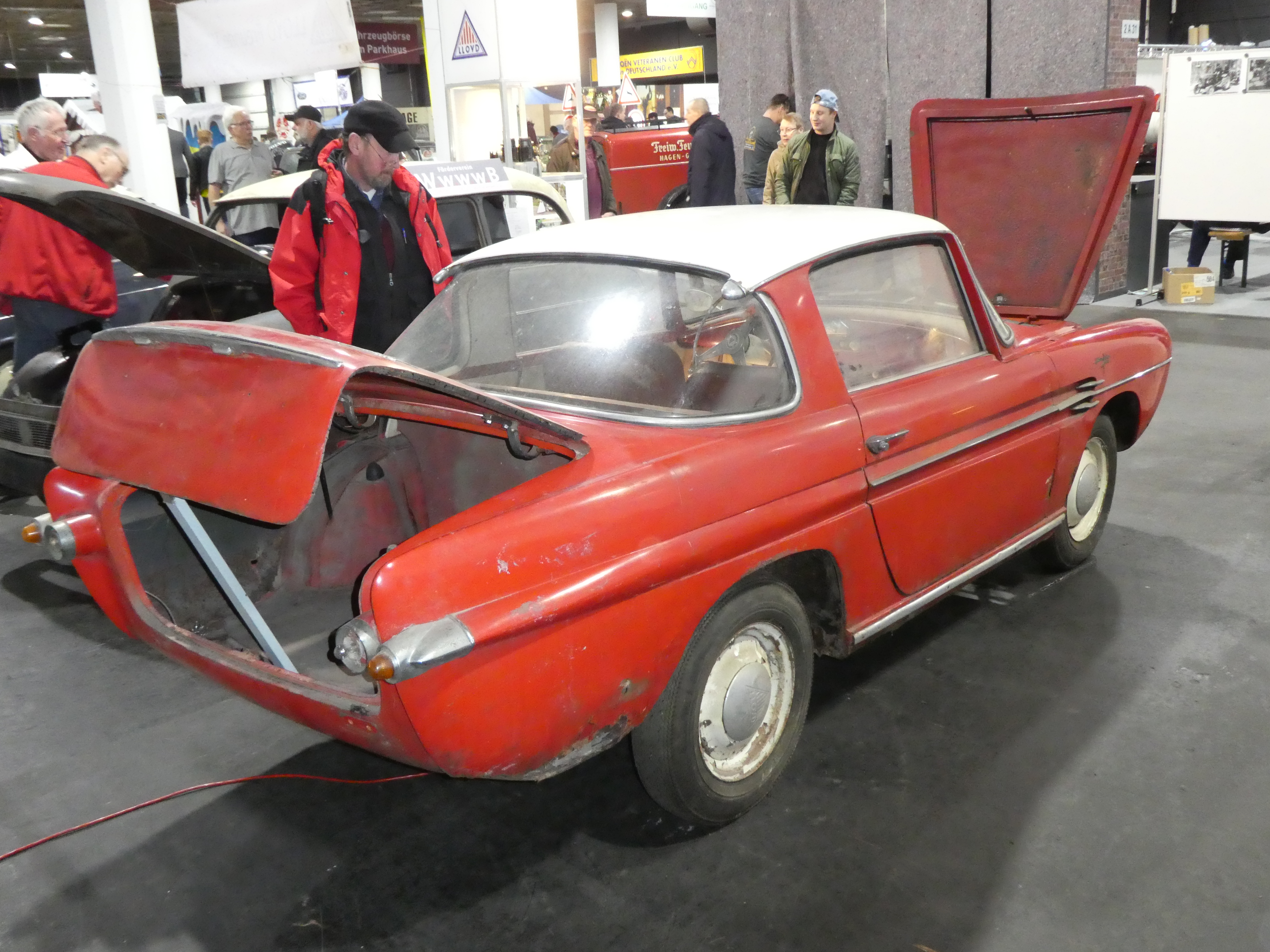
Heck

Der Lloyd Alexander Frua ist ein Pkw-Modell des Borgward-Konzerns. Lloyd stellte die Fahrzeuge in Bremen her.

## Geschichte
Lloyd hatte 1958 den Kleinwagen Alexander TS als Limousine präsentiert. Auf dessen Basis entstand das Fahrzeug. Es sollte als attraktives Coupé Blickfang im Schaufenster der Lloyd-Händler sein. Pietro Frua von Ghia Aigle entwarf die Karosserie. Der Prototyp war im November 1958 auf dem Turiner Autosalon als „Juwel“ ausgestellt. Die Serienausführung hatte ihr Debüt im März 1959 auf dem Genfer Auto-Salon.

## Beschreibung
Lloyd übernahm vom Alexander TS unverändert den Zentralrohrrahmen und das Fahrwerk mit zwei radführenden Querblattfedern als Vorderachse, Schräglenkerachse hinten, Zahnstangenlenkung und hydraulisch betätigten Trommelbremsen an allen Rädern. Der Radstand betrug 2000 mm, die Spurweite 1050 mm vorne und 1100 mm hinten. Der Antriebsblock war quer vor dem Zentralrohr eingebaut. Der Zweizylinder-Viertakt-Reihenmotor hatte bei 77 mm Bohrung und 64 mm Hub 596 cm³ Hubraum. Er leistete 25 PS (18 kW) und trieb über ein vollsynchronisiertes Vierganggetriebe die Vorderräder an.
Das Fahrzeug war 4000 mm lang, 1450 mm breit und 1280 mm hoch. Es bot Platz für zwei Erwachsene vorn, zwei Notsitze hinten und einen großen Kofferraum. Das Leergewicht war mit 600 kg angegeben. Auffallend waren die vordere und hintere Panoramascheibe sowie die jeweils zweigeteilten Stoßstangen, die in der Mitte hochgezogen waren. Davon abweichend gibt es eine Abbildung eines Fahrzeugs mit vorderem, nicht in der Mitte hochgezogenem Stoßfänger.
Die Karosserie wurde als bildschön mit klassisch-weichen Linien bezeichnet.  Mit den langen Überhängen und der schmalen Spur wirkte der Wagen aber etwas unproportioniert. Des Weiteren wurde die geringe Motorleistung bemängelt; so hatte der Motor des vergleichbaren NSU Sport-Prinz 30 PS (22 kW). Außerdem war das Fahrzeug zu teuer, um Erfolg zu haben. Es kostete 5980 DM, der Alexander TS als Limousine 4250 DM.
Noch 1959 endete die Produktion. Insgesamt entstanden 49 Fahrzeuge; etwa die Hälfte wurde exportiert. Alle Fahrzeuge waren rot. In Europa existieren noch 16 Fahrzeuge.
Zwei Lloyd Alexander Frua gehörten zur Sammlung des Borgward-Automobil-Museums in Neuwied und eins dem Automobil-Museum Bremen. Ein weiteres war 2004 vorübergehend im EFA-Museum für Deutsche Automobilgeschichte in Amerang und ab 2007 im Kraxenberger Fahrzeug-Museum in Moosthenning ausgestellt.